# Hon gör allt för att göra mig lycklig
"Hon gör allt för att göra mig lycklig" är en sång av Tomas Ledin från 1990. Den finns med på hans trettonde studioalbum Tillfälligheternas spel (1990), men utgavs också som singel samma år.
Låten spelades in i Polar Studios med Lasse Anderson och Tomas Ledin som producenter. Singeln gavs ut i två olika format, 7" och 12", och innehöll olika mixar. Singeln nådde en sjundeplats på den svenska singellistan. Den låg även på Svensktoppen mellan den 25 november 1990 och 23 februari 1991. Låten nådde som bäst en tredjeplacering och låg på listan samtidigt som Ledins andra singel En del av mitt hjärta.
"Hon gör allt för att göra mig lycklig" finns även med på samlingsalbumet Festen har börjat (2001) samt liveskivorna I sommarnattens ljus (2003) och Ledin Live 2006 (2006).
Låten finns också i kinesisk version från 1991 av Jacky Cheung, då under namnet 今晚要盡情. 

## Låtlista

### 7"
1. "Hon gör allt för att göra mig lycklig" (singelremix) – 2:32
2. "Hon gör allt för att göra mig lycklig" (clubremix) – 3:25

### 12"
A
1. "Hon gör allt för att göra mig lycklig" (partyversion) – 4:22
2. "Hon gör allt för att göra mig lycklig" (eko minimix) – 0:22
3. "Hon gör allt för att göra mig lycklig" (singelremix) – 2:32

B
1. "Här kommer den nya tiden" (extended soul version) – 5:03
2. "Här kommer den nya tiden" (vinterversion) – 3:28
3. "Jag vet inte varför"	(Ein Mechanische Remix) – 3:46

## Listplaceringar
| Lista (1990) | Topplacering |
| ------------ | ------------ |
| Sverige      | 7            |

### Fotnoter
1. 1 2 3  ”Tomas Ledin”. Svensk mediedatabas. http://smdb.kb.se/catalog/search?q=Tomas+Ledin&x=0&y=0. Läst 17 januari 2013.
2. 1 2  Placering på den svenska singellistan
3. ↑  ”Svensktoppen 1990”. Sveriges Radio. http://sverigesradio.se/diverse/appdata/isidor/files/2023/3486.txt. Läst 17 januari 2013.
4. ↑  ”Svensktoppen 1991”. Sveriges Radio. http://sverigesradio.se/diverse/appdata/isidor/files/2023/3487.txt. Läst 17 januari 2013.